# Pavetta pleiantha
Pavetta pleiantha är en måreväxtart som beskrevs av Cornelis Eliza Bertus Bremekamp. Pavetta pleiantha ingår i släktet Pavetta och familjen måreväxter.
Artens utbredningsområde är Tanzania. Inga underarter finns listade i Catalogue of Life.